# 對場作
对场作，又稱對場營造，指的是中式建筑在建造過程中，不同部分（多为左右兩邊）由不同的建築師傅分別獨自建造，合力完成。其特色是建築不同部分相對應之元件，尺寸相似，形狀、樣式、手法卻各異。
兩位師傅的建築風格常有差異，於是增加了傳統建築的可看性。特別是競爭性的對場作建築，左右兩邊的對立呈現，更是精彩，例如台灣新北市三重區二重埔先嗇宮。

## 地域和时间分布
对场营造的建造方法不见于宋代《营造法式》和清代工部《工程做法》中，属于民间的自发创造。对场营造特别流行于清代，而现存最早的实例则可以追溯到北宋（宁波保国寺）。
从地域分布上看，对场营造在中国北方很罕见，主要盛行于浙江、福建、广东和台湾。闽南文化（闽南、潮汕、台湾等地）称之为对场作或拼场作；浙江一带则称之为劈作做。而随着清末大批闽粤人民下南洋，对场营造也被带到了东南亚地区。

## 對場作的可能原因
形成對場作的原因，一種情形是築建團隊人力或时间不足，單一團隊無法獨力完成工程，只好由兩組不同的築建團隊共同建造。有时为了赶工，一位老匠师可能率领两位徒弟同时施工，在这种情况下，合作的成分多于竞技的成分。另一種情況是兩位師傅欲競爭該建築之建造主導權，在兩派團隊不相讓的情況下，就有可能由雙方分別建造左右兩邊，很容易就形成對場競爭。還有一種情況是建築主人希望藉由相互競爭來激發出更好的成果，就由主事者聘請兩組不同派別的匠師團隊共同建造，這也是會產生對場競爭。有时，主人会为获胜方准备一笔奖金，这样的激励亦可减少建筑过程中的偷工减料。

## 對場作的形式
對場作分法有兩種，其一，為前後分法的前後對場，分為前殿組與後殿組同時進行；其二，為以中軸線將建築分成左右兩邊的左右對場，一組一邊同時進行，比賽技術也比賽巧思。
對場建造的最初原因，不一定是要兩組工匠相互競賽，但在左右對場的情況下，左右雙方的設計美感施工技巧用料水準，相形明顯，使得兩組工匠有不能輸給對方的心態，更加認真製作。這樣的結果，造成左右兩邊不相對稱的有趣現象。所以競爭性的對場作做法，常是左右對場的形式。
在競爭性對場作的情況下，兩組團隊的建造成果可輕易左右目視比較差異，匠師之功力好壞明顯立判高下，兩派人馬必定傾全力以赴，做出最完美的作品。在這種情形下，有時雙方會因為競爭太過激烈，虧本貼錢做競賽性地投入，以求勝過對方。往往因為競爭過於激烈，就可能會出現左右設計組件不協調的相互較勁之味，例如二重先嗇宮在前殿就出現求個別手藝美感表現，高過於整體視覺平衡的外形不協調衝突，廟方為取得視覺平衡，還特意拿木匾填補失衡缺口。因競爭性競賽，除了造成視覺衝突外，有時會出現言辭諷刺，甚至亦曾有施法術詛咒對方之例，該詛咒對方不利之物，在多年後建築重修時被發現，競爭火爆，可見一斑。

## 對場作之可貴性
能建造出對場作建築，有兩個必要條件，一是經濟狀況許可，擁有足夠的財力去聘請兩位頂尖師傅；二是要有足夠的優秀匠師及其建造團隊。
以台灣建築來看，台灣的對場作建築多是在清代中晚期之後，特別是清光緒及日治時期較多。會有這種現象，分別分析如下：
1. 經濟面：台灣人口隨著移民不斷增加，都會群聚愈來愈明顯，因生產力隨著人口增加而提升，造成單一區域內之財力物力不斷擴大，因而持續增進建造更精美建築之能力。
2. 工藝面：在早期，台灣本土匠師較少，傳統建築之建造匠師，多從福建泉州府、漳州府跨海而來，工資相對較高，且人數亦可能受限。台灣本土匠師在一代代培養茁壯後，到清末日治時期，功力已足以和泉漳大師相抗衡，例如陳應彬、吳海桐。在匠師人力充沛的情況下，便較常出現對場作建築之情形。

近來，台灣的傳統建築人力凋零，儘管台灣現在的經濟能力遠優於百年前，但已無法再建造出精美之對場作建築，目前僅能進行古蹟維修工作而已。對場作，在清末日治時期，達到空前絕後的頂峰盛況，時至今日，保護對場作古蹟，成為當務之急的重要工作，一旦遭到破壞損毀，可能就會永久性地消失，例如台灣新莊地藏庵。

## 台灣的對場作建築

### 現存對場作建築

#### 台北市
- 大龍峒保安宮：重建於大正6年(1917年)，國定古蹟(舊制為二級古蹟)，有對場作的部份為：屋脊、前殿木結構及正殿重檐間木結構。這其中以正殿重檐間木結構的對場作最為精彩，是台北市最精美之對場作作品，在北台灣僅次於二重先嗇宮。
- 台北晉德宮：市定古蹟，位於西門町。正殿之木結構有對場作。為台北市僅次於大龍峒保安宮的精美對場作建築。
- 慈諴宮[4]：重建於昭和2年(1927年)至昭和12年(1937年)間，三級古蹟，位於士林夜市。前殿、正殿之木結構有對場作，不過不明顯。正殿彎光門上方之交趾陶亦是對場作。

#### 新北市
- 先嗇宮：重建於大正14年(1925年)，市定古蹟，位於三重區與新莊區交界的二重埔。前殿、過水廊、正殿之木結構有對場作。為北台灣保存良好，最精美之對場作建築，也是全台灣現存對場對比最明顯的建築。
- 蘆洲保和宮[5]：建於明治43年(1910年)，尚未列為古蹟，位於蘆洲區，前殿石雕有對場作，木結構亦有不明顯的對場作。蘆洲保和宮是台灣現存少數同時具有石雕對場作及木結構場作之建築。
- 新莊武聖廟：重建於同治3年(1864年)至同治7年(1868年)間，三級古蹟，位於新莊區。正殿之木結構有對場作，不過不明顯。此對場作是在同治7年重建時所建，為台灣現存之較早期對場作建築。
- 枋寮廣濟宮：重建於光緒6年(1880年)，尚未列為古蹟，位於中和區枋寮，正殿之木結構有對場作，不過不明顯。
- 枋寮福和宮：重建於大正14年(1925年)，尚未列為古蹟，位於中和區枋寮，前殿石雕有對場作，不過不明顯。
- 林本源園邸來青閣：建於光緒年間，二級古蹟，位於板橋區，一樓及二樓木結構有對場作，不過非常不明顯，極難比對出差異。
- 下泰山巖：重建於大正10年(1921年)，尚未列為古蹟，位於泰山區溝仔墘街，前殿之木結構有對場作，可看出明顯差異，是新莊泰山地區現存最佳對場作作品。惟正殿已改建為水泥建築，是否曾有對場作已不可考。
- 頂泰山巖：重建於昭和7年(1932年)，市定古蹟，位於泰山區臨近明志科技大學，前殿石雕有對場作，不過不明顯，該石雕窗在殿內面則有明顯差異；正殿之木結構疑有對場作，非常不明顯，極難比對出差異。
- 八里天后宮：建於大正16年(1926年)，位於八里區，石雕由張火廣與辛阿救拼對場[6]。
- 金瓜石勸濟堂：重建於昭和6年(1931年)，尚未列為古蹟，位於瑞芳金瓜石。前殿石雕有對場作，不過不明顯[7]。正殿花鳥柱為對場作，左柱為蔣萬益所作，右柱為張華水所作[8]。

#### 新竹縣
- 新埔廣和宮：建於咸豐十年（1860年），主祀三山國王，因客家人稱三山國王為王爺，當地人稱王爺宮。廟方建築最大的特色是裝飾採取對場作，自大門上方的吊筒、鳳凰雀替，到通梁下的獅座，及正殿吊筒垂花，都各自展現出雕刻師當年競技的情況。交趾燒為泉州陶藝師蘇陽水在1928年的作品。

#### 新竹市
- 新竹長和宮：重建於嘉慶24年(1819年)，三級古蹟，位於新竹市北門街。前殿正殿之木結構有對場作，不過不明顯。前殿石雕有對場作，不過不明顯。是台灣現存少數同時具有石雕對場作及木結構場作之建築。可能是台灣現存最早之對場作建築。
- 新竹水仙宮：建於同治2年(1863年)，市定古蹟，位於新竹市北門街。前殿正殿之木結構有對場作，不過不明顯。為台灣現存之較早期對場作建築。
- 新竹法蓮寺：重建於大正13年(1924年)，尚未列為古蹟，位於新竹都城隍廟旁。前殿正殿之木結構有對場作，不過不明顯。

#### 苗栗縣
- 中港慈裕宮[9]：重建於大正7年(1918年)，三級古蹟，位於竹南鎮，石雕對場。

#### 嘉義縣
- 朴子配天宮[10][11]：重建於大正4年(1915年)，縣定古蹟，位於朴子市。2013年3月26日正殿失火燒毀。

#### 屏東縣
- 萬丹萬惠宮[12]：重建於昭和2年(1927年)至昭和5年(1930年)間[13]，尚未列為古蹟，位於萬丹鄉，木結構對場。近年雖經重修已失古味，但廟方刻意保留木結構，使得對場作得以留存，為南台灣保存良好，最精美之對場作建築。也是南台灣現存對場對比最明顯的建築。

#### 台東縣
- 台東天后宮：重建於昭和8年(1933年)，尚未列為古蹟，位於台東市，木結構對場。近年整修，將架檁之上部份，全面更新為水泥結構，但疊斗式木架構仍刻意保留，使得對場結構得以幸存。前殿、過水廊、正殿之木結構有對場作。

#### 澎湖縣
- 澎湖天后宮：臺灣最古老的廟宇，於明朝萬曆年間便有歷史紀錄。[14]:48-53現貌來自大正年間的整建，廟內鑿花（小木作）分別是蘇水欽與黃良對場、彩繪則是朱錫甘和陳玉峰對場。[14]:184-196

### 遭破壞之對場作建築
- 新北市
  - 新莊地藏庵：昭和12年(1937年)重建時，木雕由陳應彬與吳海桐對場；石雕張火廣與李泉成對場，毀於1991年。
  - 枋寮廣濟宮：前殿之木結構有對場作，惟毀於2010年之重修。正殿是該廟目前還保存對場作的最後一塊區域。

## 潮汕的对场作建筑
- 汕头存心善堂：清光绪二十五年兴建，吴丹成、何翔云两人分别制作嵌瓷，毁于文化大革命。[15]

## 浙江的劈作做建筑
- 宁波保国寺：建于北宋，现存最古老的对场营造实例。[1]
- 宁海古戏台：岙胡胡氏宗祠，下蒲魏氏宗祠，潘家岙潘氏宗祠。[1]

## 新加坡的对场作建筑
- 新加坡天福宫：左右斗拱的尺寸和图案都存在很大的差异。[1]